# Сурдулица
Су̀рдулица (на сръбски: Сурдулица или Surdulica) е град в Сърбия, център на община Сурдулица в Пчински окръг.
Разположен е недалеч от границата с България. Според проброяването на населението през 2002 година Сурдулица има 10 914 жители.

## География
Сурдулица се намира на 480 м надморска височина, в подножието на връх Стрешер, висок 1875 м. В близост до града се намира язовирът Власинско езеро, в който има богато разнообразие от риба и птици. Околността е богата на планински извори и чиста природа. Две реки преминават през града – Върла и Романовце.

## История
За първи път Сурдулица е спомената през 13 век. По време на османското владичество градът е населен предимно с българи. и през 19 век е включен в пределите на Българската екзархия. На Цариградска конференция Сурдулица е включена в Западната автономна българска област, а по-късно и в пределите на Санстефанска България.
Градът е присъединен към Кралство Сърбия с Берлинския договор. През времето на Първата световна война (1915-1918) и Втората световна война (1941-1944), Сурдулица и Поморавието са присъединени към Царство България. Българските войски и цивилен персонал се изтеглят от града през септември-октомври 1944 г. След края на войната, вече в рамките на социалистическа Югославия, градът бързо се разраства и индустриализира, но запазва и красивата си природа.
Край града са погребани 140 български войници и офицери от Първата световна война.
По време на българското управление в Поморавието в годините на Втората световна война, Никола Осиковски от Осиково е български кмет на Сурдулица от 8 август 1941 година до 30 октомври 1942 година и отново от 12 ноември 1942 година до 9 септември 1944 година.
По време на Косовската криза през 1999 година, на 27 април НАТО бомбардира Сурдулица, като говорителят на Северния алианс определя случилото се като „по погрешка“, в резултат на която са убити 12 цивилни граждани, от които две деца. Осемнадесет къщи са тотално разрушени, а други 500 са повредени частично. Изстреляните 11 снаряда срещу Сурдулица разрушават или повреждат частично 300 цивилни сгради. Българското правителство реагира остро срещу това нападение. В отговор на тези разрушения, говорителят на НАТО Джейми Ший казва, че снарядите са изстреляни по „погрешка“ по време на атака срещу армейски обекти. Нееднократно говорителят заявява, че Северният Алианс е направил всичко, за да предотврати нещастните случаи сред цивилното население. В едно изявление той казва, че: технологиите не са перфектни и никога няма да бъдат.

## Население
Етнически състав (2002)
- 9108 (83,45%) сърби
- 1176 (10,77%) цигани
- 196 (1,79%) българи
- 52 (0,47%) югославяни
- 24 (0,21%) черногорци
- 23 (0,21%) македонци

## Личности
Починали
- Александър Вутимски (1919 – 1943), български поет